# 제2차 세계 대전 연표 (1939년)
제2차 세계 대전 연표 (1939년)은 제2차 세계 대전 초기 1939년 9월~12월까지 4개월간 일어났던 전투와 사건들을 소개한 것이다. 전쟁 전 상황도 일부 수록했다.

## 전쟁 전
- 1939년
  - 1월 20일: 제국 은행 총재 샤하트가 군수 정책을 비판했다고 해임됨.
  - 1월 30일: 정권 장악 6주년 기념식에서 총통 히틀러가 유대인 전멸 가능성을 암시.
  - 3월 15일: 독일군이 프라하로 진격해 체코슬로바키아를 강제 합병.
  - 3월 16일: 독일군이 보헤미아의 모라바를 보호령화함,
  - 3월 21일: 독일이 폴란드와의 국경 도시인 단치히 할양을 요구함.
  - 3월 22일: 독일이 리투아니아의 메메르 할양을 요구함.
  - 3월 23일: 독일군이 메메르를 점령함.
  - 3월 25일: 10세 ~ 18세까지 청소년을 히틀러 유겐트 입단을 의무화함.
  - 3월 26일: 폴란드가 단치히 할양 요구를 거부함.
  - 4월 28일: 독일-폴란드 불가침 조약 체결 및 독일-영국 해군 협정 파기로 프랑스 알자스, 로렌 지방 영유를 부정함.
  - 5월 22일: 독일-이탈리아 군사 동맹인 강철 동맹 조인으로 베를린-로마 추축 완성
  - 7월 19일: 독일-소련 통상 조약 조인
  - 8월 23일: 독소 불가침 조약 조인
  - 8월 31일: SS제국지도자 하인리히 힘러가 폴란드의 글라이비츠 사건을 조작함.
  - 8월 31일: 히틀러가 다음날 새벽 4시 45분에 폴란드를 침공하라는 명령을 내림.

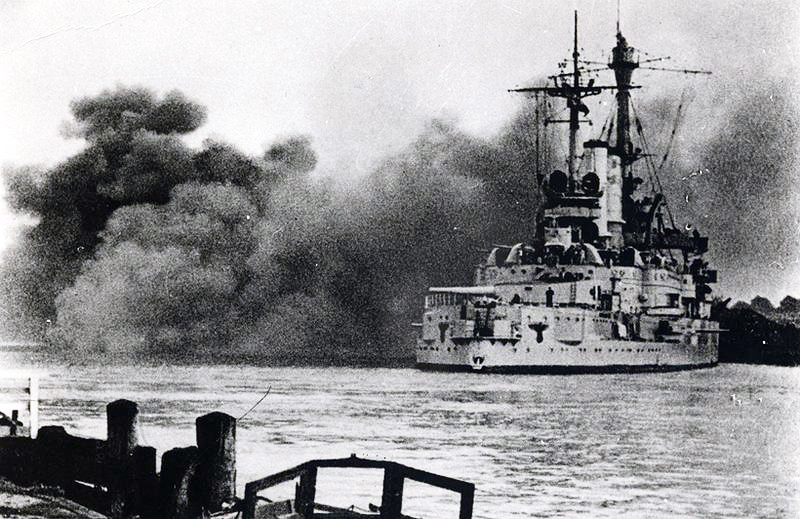
폴란드 전함을 포격 중인 슐레스비히-홀슈타인

## 전쟁 발발
- 1939년
  - 9월 1일: 독일군 150만 명이 비스와강(비스툴라강)의 폴란드군을 공격해 제2차 세계 대전이 발발함
  - 9월 2일: 이탈리아가 중립을 선언
  - 9월 3일: 영국과 프랑스가 독일에 선전 포고를 함
  - 9월 9일: 독일군이 폴란드 바르샤바를 공격함
  - 9월 17일: 소련군 80만 명이 폴란드 동쪽을 침공함
  - 9월 27일: 독일군이 바르샤바를 점령함.
  - 9월 28일: 소련 모스크바에서 독일-소련 우호 조약으로 폴란드 분할
  - 10월 5일: 독일군이 폴란드 마지막 저항 부대를 격파하고 폴란드를 완전 점령
  - 10월 6일: 히틀러가 영국과 프랑스에게 화평을 제안함
  - 10월 9일: 히틀러가 서부 전선에 공격 준비 명령을 내림
  - 10월 10일: 프랑스가 화평 제안을 거부
  - 10월 12일: 영국이 화평 제안을 거부
  - 10월 17일: 독일군이 오스트리아, 보헤미아, 바이에른의 유대인을 폴란드로 이동 개시함
  - 11월 8일: 뮌헨에서 게오르크 엘저가 히틀러 암살을 시도했으나 실패함
  - 11월 30일: 소련군 30만 명이 핀란드를 침공해 제1차 소련-핀란드 전쟁 발발.

## 같이 보기
- 제2차 세계 대전 연표 (1940년)